# USK Stanisławów
USK Stanisławów (ukr. УСК Станиславів) – ukraiński klub piłkarski z siedzibą w mieście Stanisławów (obecnie Iwano-Frankiwsk na Ukrainie), działający w latach 1934–1937.

## Historia
Chronologia nazw:
- 1934: U.S.K. Stanisławów
- 1937: klub rozwiązano

Ukraiński Sportowy Klub, w skrócie USK, został założony w Stanisławowie 4 stycznia 1934 roku jako sekcja Ukraińskiego Sportowego Sojuszu (USS). Inicjatorami organizacji nowego klubu zostali byli sportowcy miejscowego Prołoma Jarema Popel i Taras-Myrosław Liśkiewicz. To naturalne, że wielu piłkarzy z podstawowego i rezerwowego składu tego klubu utworzyło później podwaliny nowo powstałego zespołu.
W swojej krótkiej historii piłkarze klubu rywalizowali wyłącznie w turniejach organizowanych pod patronatem regionalnego Ukraińskiego Sportowego Sojuszu. Debiutując w mistrzostwach roku 1934 zespół zajął 2 miejsce w pierwszej grupie okręgu stanisławowskiego. Kolejny sezon 1935 roku stał się najbardziej udany w krótkiej biografii USK. Jego piłkarze w zaciętej walce wywalczyli mistrzostwo w turnieju okręgowym wśród siedmiu ukraińskich drużyn. Następnie czekała ich finałowa rywalizacja w strefie regionalnej "Wschód". Nieoczekiwanie na decydujące mecze z USK w Stanisławowie pojawił się tylko jeden przeciwnik – Sokił z Kołomyi. Fakt ten nieco uspokoił gospodarzy turnieju, którzy na długo przed wejściem na boisko widzieli w sobie zwycięzców pojedynku. W efekcie USK przegrało finałowy mecz z Kołomyją minimalnym wynikiem 0:1.
W związku z brakiem właściwej organizacji kolejnych mistrzostw Ukraińskiego Sportowego Sojuszu w latach 1936-1937 i odejściem z drużyny części podstawowych zawodników, działalność piłkarskiego USK na tym etapie uległa gwałtownemu zmniejszeniu.
Latem 1937 roku władze polskie zlikwidowały Ukraiński Sportowy Sojusz za politykę antypaństwową. Wiele regionalnych stowarzyszeń i klubów sportowych wchodzących w skład związku, w tym Stanisławowski USK, automatycznie zaprzestało swojej działalności.

## Sukcesy
- Mistrzostwa Ukraińskiego Sportowego Sojuszu:
  - mistrz (1x): 1935 (okręg stanisławowski)
  - wicemistrz (1x): 1935 (strefa Wschód)

## Znani piłkarze
- Bohdan Karatnycki
- Jarema Popel
- Taras-Myrosław Liśkiewicz